# ایستگاه متروی تافنل پارک
ایستگاه متروی تافنل پارک (انگلیسی: Tufnell Park tube station) یکی از ایستگاه‌های خط شمالی متروی لندن است.
این ایستگاه که در منطقه ایزلینگتون لندن قرار دارد در سال ۱۹۰۷ میلادی تأسیس شده است.

## نگارخانه

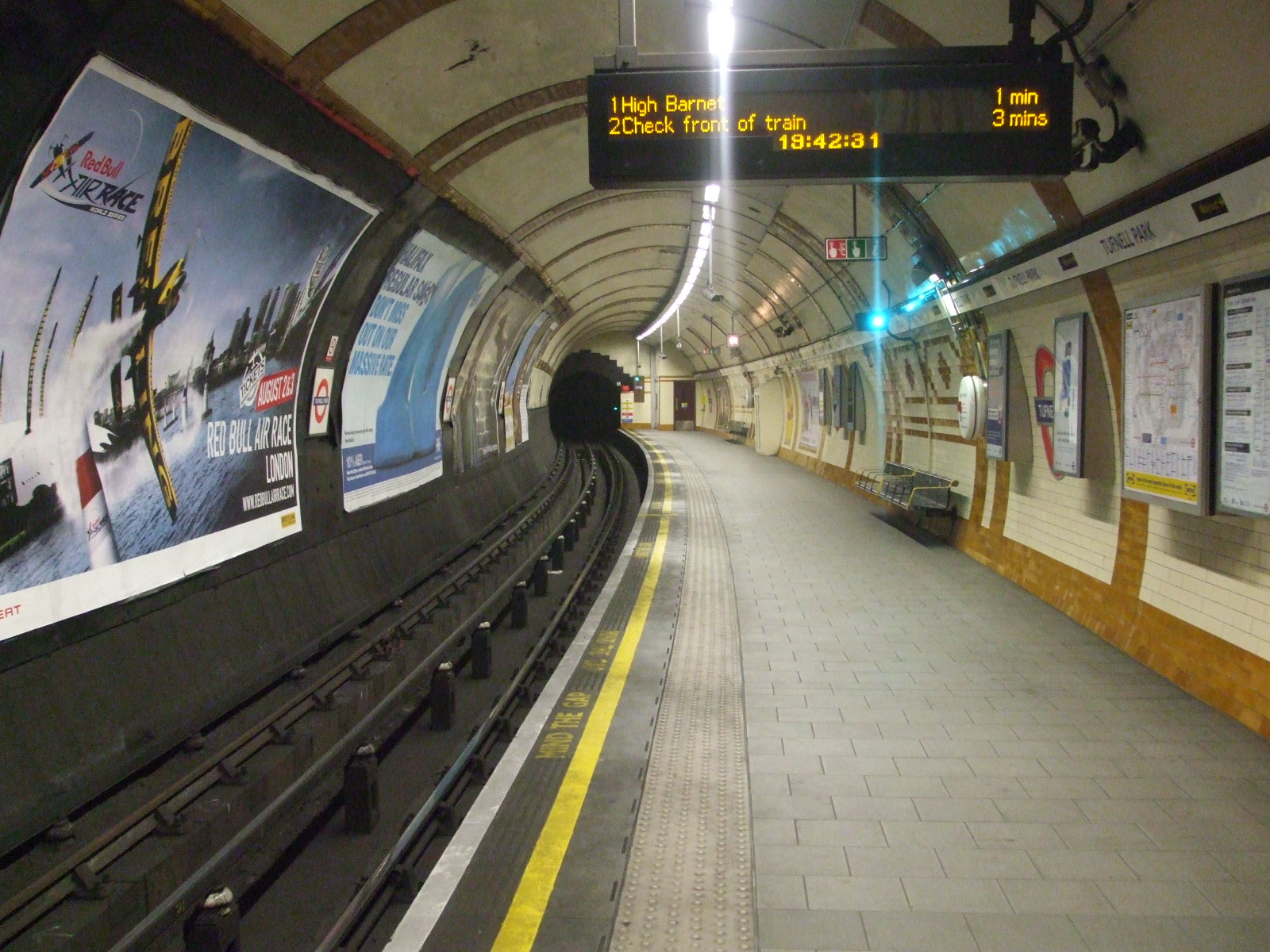
Northbound platform looking north.
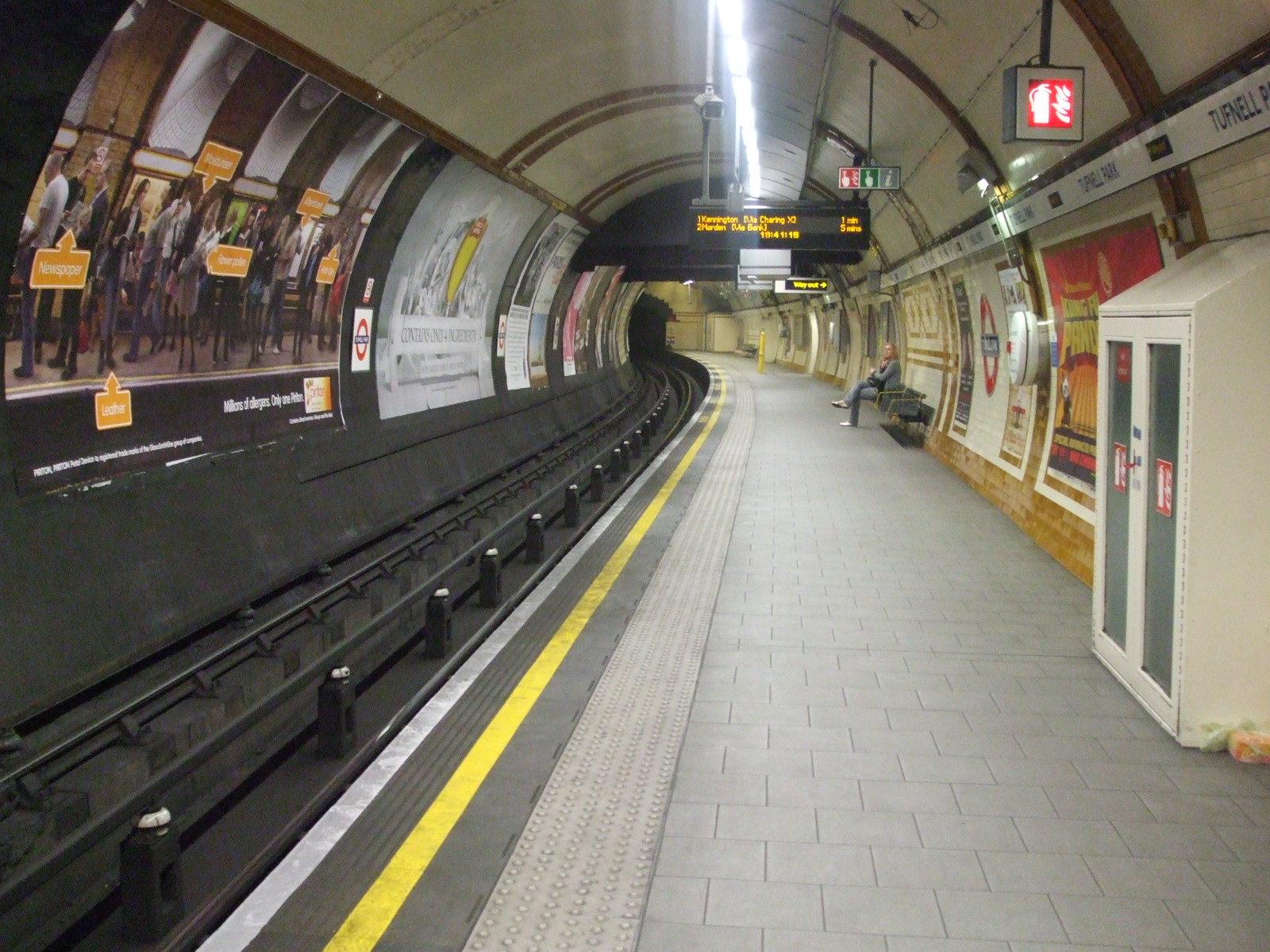
Southbound platform looking north. It lies beneath the northbound platform.
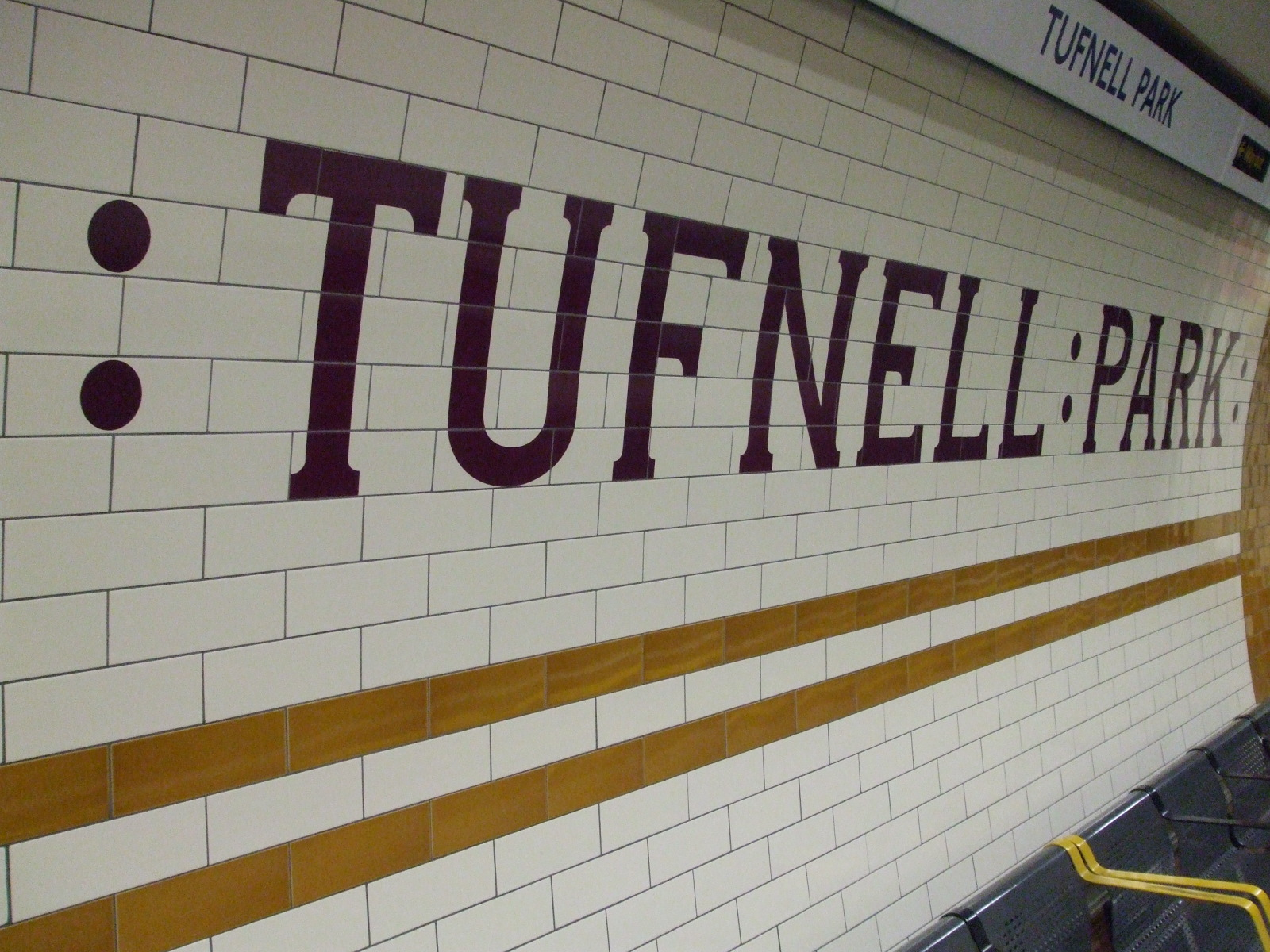
Tiling on the southbound platform.
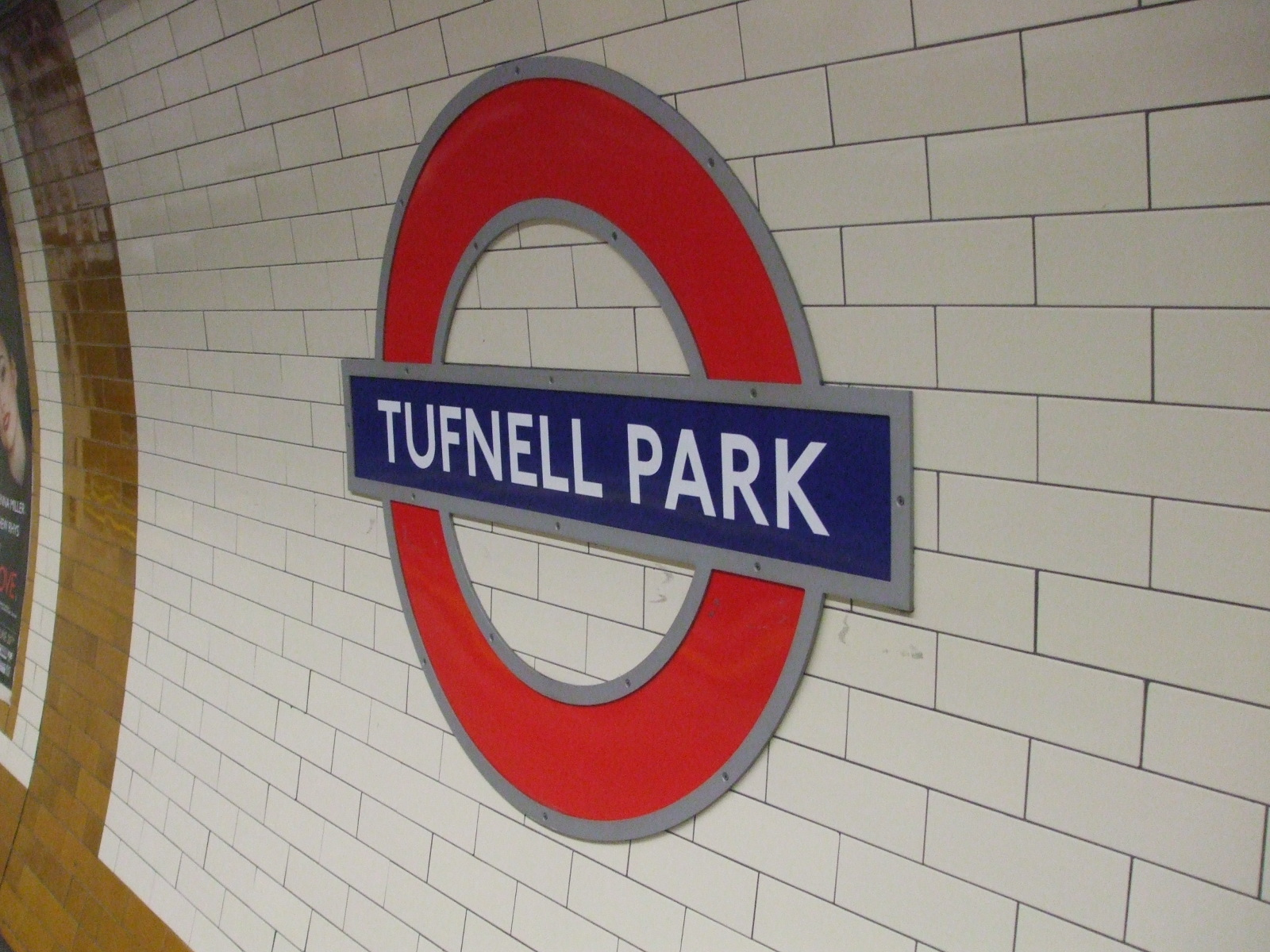
Roundel on the southbound platform.